# Andrius Jokšas
Andrius Jokšas (ur. 12 stycznia 1979 w Wilnie) – litewski piłkarz grający na pozycji pomocnika, od 2013 roku zawodnik klubu Atlantas Kłajpeda. Siedemnastokrotny reprezentant Litwy.